# Hattorf am Harz
Hattorf am Harz är en kommun i Landkreis Göttingen i förbundslandet Niedersachsen i Tyskland.
Kommunen ingår i kommunalförbundet Samtgemeinde Hattorf am Harz tillsammans med ytterligare tre kommuner.